# 玉井村 (埼玉県)
玉井村（たまのいむら）は埼玉県の北部、大里郡に属していた村。

## 地理
位置は現在の熊谷市玉井・久保島・新堀・高柳に相当する。

## 歴史
- 1889年4月1日 - 町村制施行に伴い、玉井村・久保島村・新堀村・高柳村が合併し、幡羅郡玉井村が成立する。
- 1896年3月29日 - 幡羅郡が大里郡・榛沢郡・男衾郡と合併し大里郡となる。
- 1941年4月10日 - 熊谷市に編入して消滅。

## 出身有名人
- 並木良輔（パイロットコーポレーション創業者）
- 森田恒友（洋画家）